# September (compilație)
September este albumul de debut al cântăreței suedeze September în Statele Unite ale Americii.

## Istorie
Deși casa de înregistrări Catchy Tunes anunțase inițial că albumul Dancing Shoes va fi comercializat și în S.U.A. acest lucru nu s-a întâmplat. Marklund a semnat un contract cu Robbins Entertainment, sub reprezentarea căreia a lansat la data de 26 febriarie, 2008 un material discografic special. Acesta a fost comercializat strict în S.U.A., conținând melodii de pe albumele In Orbit și Dancing Shoes, ambele produse fiind lansate doar în Europa. Trei dintre piesele incluse pe album intraseră în prealabil în topul Billboard Hot Dance Airplay, dintre care Cry For You ajunsese până pe prima poziție.

## Vânzări
La o zi după lansarea din S.U.A., albumul September a atins poziția cu numărul 15 în topul iTunes al albumelor dance, "Because I Love You", "Cry For You" și "Looking for Love" fiind cele mai descărcate melodii de pe album.
În ce-a de-a doua zi, produsul a urcat până pe poziția cu numărul 12 în topul celor mai descărcate albume din magazinul iTunes.
La data de 2 martie 2008, September ocupa locul 9 în topul iTunes al celor mai bune 100 albume dance.
Pe data de 15 martie, 2008, albumul a intrat în topul Billboard Top Electronic Albums pe poziția cu numărul 22.

## Lista melodiilor
Toate melodiile incluse pe albumul September au fost scrise de Jonas von der Burg, Anoo Bhagavan și Niklas von der Burg, excepție făcând melodiile "Flowers on the Grave" (scrisă de Steven Elson și Dave Stephenson) și "Midnight Heartache" (scrisă de Jonas von der Burg, Anoo Bhagavan, Niklas von der Burg, Donna Weiss și Jackie de Shannon) .
| #  | Title                      | Time |
| -- | -------------------------- | ---- |
| 1  | "Cry For You (Radio Edit)" | 3:32 |
| 2  | "Satellites (US Mix)"      | 3:09 |
| 3  | "Can't Get Over"           | 3:02 |
| 4  | "Flowers on the Grave"     | 4:18 |
| 5  | "My Neighbourhood"         | 3:04 |
| 6  | "Sad Song"                 | 2:57 |
| 7  | "Until I Die"              | 3:43 |
| 8  | "Because I Love You"       | 3:14 |
| 9  | "Candy Love"               | 2:47 |
| 10 | "Taboo"                    | 3:44 |
| 11 | "Looking For Love"         | 3:24 |
| 12 | "Midnight Heartache"       | 3:47 |
| 13 | "Freaking Out"             | 3:26 |
| 14 | "R.I.P."                   | 3:49 |